# 프란시스코 데 파울라 산탄데르
프란시스코 호세 데 파울라 산탄데르 이 오마냐(스페인어: Francisco José de Paula Santander y Omaña, 1792년 4월 2일 ~ 1840년 3월 6일)는 콜롬비아의 군인, 정치인이었으며, 국민적 영웅이기도 했다. 1832년부터 1837년까지 대통령직을 맡기도 했다.

## 생애
1792년 4월 2일, 콜롬비아의 쿠쿠타에서 태어났다. 그의 아버지는 카카오 농장을 경영하는 유명한 크리올계였다. 1810년, 그는 18세의 젊은 나이로 독립운동에 참여했다. 독립 운동에 참여하기 전, 그는 법학을 공부하는 학생이었다.
시몬 볼리바르의 부관으로 1819년 8월 7일에 보야카 전투에서 스페인에게 승리하였고, 그들을 콜롬비아에서 쫓아내는 데 성공하였다. 1821년 11월 3일에 그란콜롬비아의 부통령직을 맡게 된다. 시몬 볼리바르는 남미의 독립을 위해 투쟁할 것을 부탁하였으나, 산탄데르는 연방제를 주장했다. 결국 둘은 대립하고, 산탄데르는 1827년 9월 19일에 사임하였다. 1828년 9월 25일에 있었던 시몬 볼리바르의 암살 미수 사건과 관련하여 사형을 선고받지만, 확실한 증거가 없어 프랑스로 추방되었고, 그곳에서 징역형에 처해지게 된다.
1832년에야 귀국하여 누에바그라나다 공화국의 대통령직을 맡게 된다. 정교분리 정책을 추진하고 노예 무역의 폐지, 공교육의 확립, 보호 무역에 의한 산업의 발전 등 민정에 힘을 쏟았다.
1840년 5월 6일에 보고타에서 담석으로 사망하였다.

## 역대 선거 결과
| 선거명      | 직책명                         | 대수 | 정당   | 1차 득표율 | 1차 득표수 | 2차 득표율 | 2차 득표수 | 결과 | 당락                              |
| ----------- | ------------------------------ | ---- | ------ | ---------- | ---------- | ---------- | ---------- | ---- | --------------------------------- |
| 1825년 선거 | 그란콜롬비아의 대통령          | 1대  | 무소속 | 1.64%      | 10표       |            |            | 3위  | 낙선                              |
| 1825년 선거 | 그란콜롬비아의 부통령          | 5대  | 무소속 | 46.57%     | 285표      | 71.43%     | 70표       | 1위  | 콜롬비아 부통령 당선              |
| 1832년 선거 | 누에바그라나다 공화국의 대통령 | 4대  | 무소속 | 75.38%     | 49표       |            |            | 1위  | 누에바그라나다 공화국 대통령 당선 |
| 1833년 선거 | 누에바그라나다 공화국의 대통령 | 4대  | 무소속 | 80.13%     | 1,012표    |            |            | 1위  | 누에바그라나다 공화국 대통령 당선 |